# Masuimi Max
Masuimi Max (Jacksonville, Arkansas, 12 de marzo de 1978 - Las Vegas, Nevada, 25 de enero de 2024) fue una modelo estadounidense de ascendencia coreana y alemana, dedicada a fotografías fetichistas. Fue muy conocida por sus múltiples tatuajes y su interés en muchos fetiches.

## Sus comienzos
Su madre murió al dar a luz a su segunda hija, Yong-Son Max, cuando Masuimi tenía seis años. Su padre se volvió a casar y poco después tuvo un hijo llamado Charles. Sin embargo, ella fue objeto del odio de varias de las nuevas mujeres de su padre y se alejó de la familia. Masuimi comenzó a desnudarse a la edad de 18 años para ganar dinero. Su rutina incluyó los elementos del baile de burlesque y fetiche.
Apareció en docenas de revistas y fotografías e incluso en vídeos musicales. Max también apareció en algunas películas, incluyendo Here Lies Lonely (1999) y Upside Downtown (2005) y su primera aparición fue en XXX: State of the Union (2005). También hizo apariciones en espectáculos de automovilismo. Masuimi apareció recientemente en el vídeo del grupo Tiger Army "Rose of the Devil's Garden" y en el programa televisivo Fear Factor.
"Masuimi Max" era su nombre real. Tenía dos tatuajes que eran su nombre en japonés, que cuando se traducen dicen "Masumi". Como explicó la propia Masuimi "se tatuaron en mis brazos de la manera que se pronuncian, no de la manera que se deletrean en inglés. Algunos de vosotros ya lo sabíais, Hiragana y Katakana representan sonidos, no letras como en el abecedario inglés. Mi nombre se escribe Masuimi, pero la primera 'i' es muda. Es más, la pronunciación de mi nombre es exactamente como se tatuó en mis brazos."
Max fue hallada muerta en su domicilio en Las Vegas el 25 de enero de 2024. Dos mes después de su fallecimiento un informe reveló que falleció debido a una sobredosis de fentanilo y cocaína.